# Vi d'Alsàcia

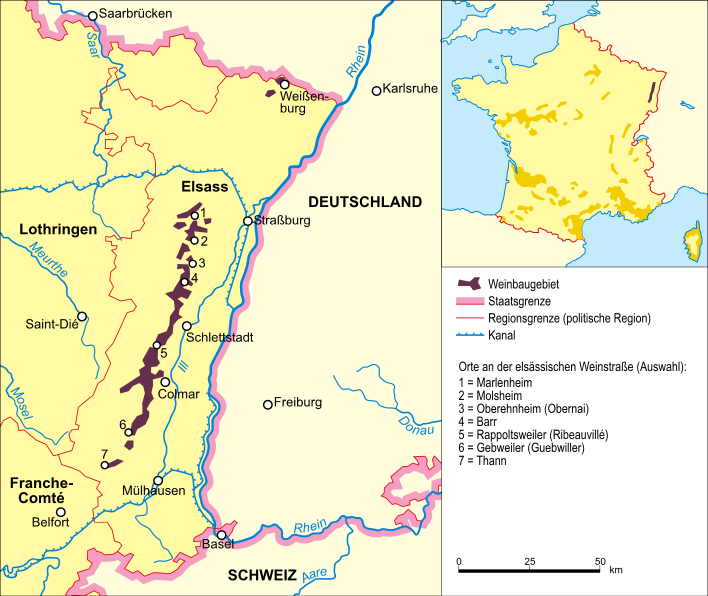
Mapa de la distribució de vinyes a Alsàcia

El vi d'Alsàcia és el vi produït a la regió francesa d'Alsàcia que forma una regió vinícola amb característiques compartides amb els vins alemanys del Rin. Destaquen els vins blancs de gewürztraminer i riesling.
Les vinyes d'Alsàcia s'estenen longitudinalment per un centenar de quilòmetres entre Estrasburg al nord i Mülhausen al sud, amb algunes parcel·les aïllades més al nord. Gairebé sense discontinuïtat, la franja té una amplada entre 1,5 km i 3 km.

## Geografia

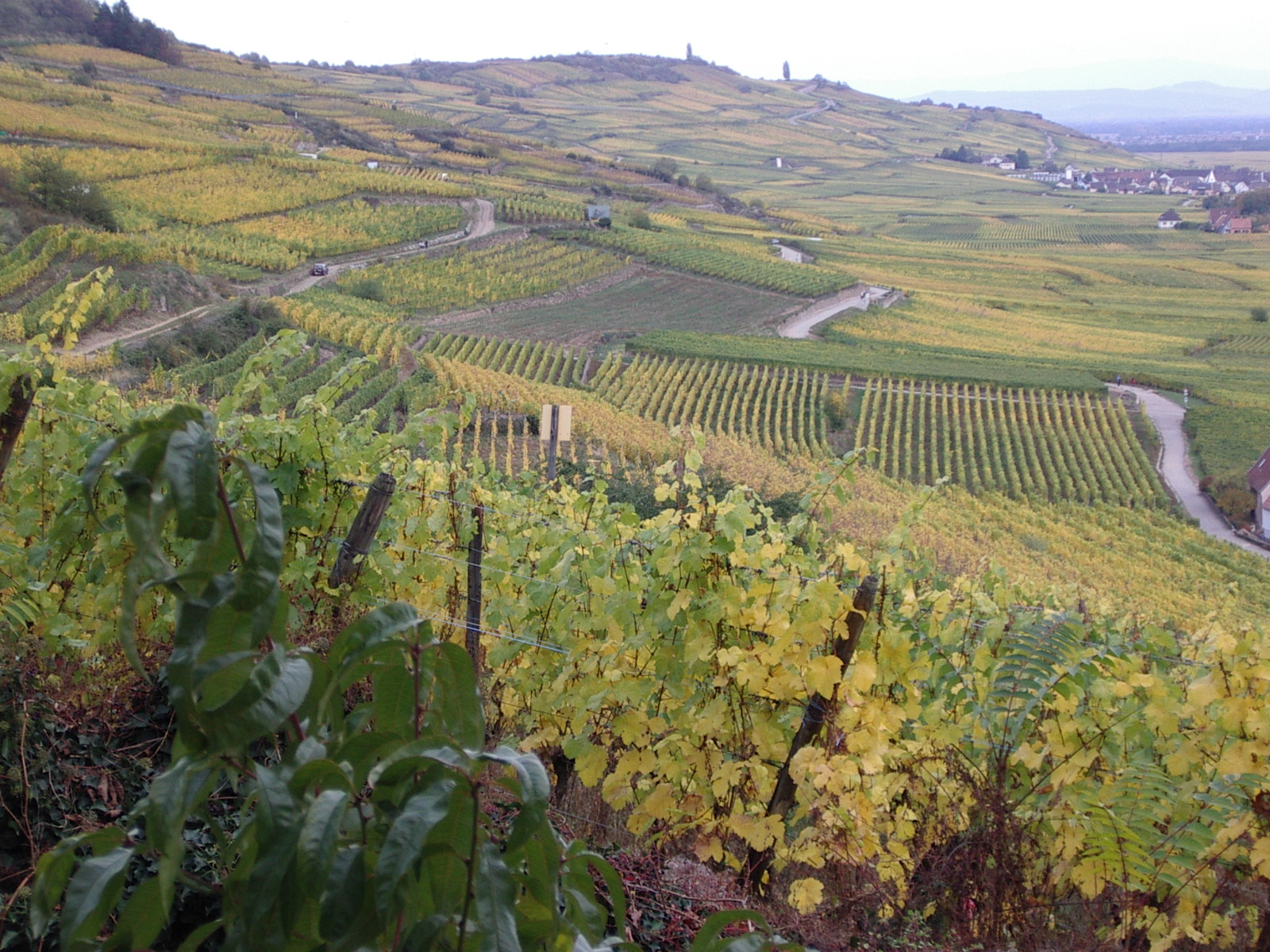
Vinyes alsacianes a Kaisersberg

La regió és a la vall del Rin, amb una orientació allargada de nord a sud. A ponent, els Vosges la protegeixen del vent i la pluja fent que el clima no sigui tant fresc com correspondria a la seva latitud. Les vinyes són als contraforts dels Vosges i a les nombroses valls petites que el retallen. Estan orientades al sud o al sud-oest, als racons més càlids. El clima és continental i sec, amb primaveres càlides, estius secs i assolellats, tardors llargues i suaus i hiverns freds.
El sòl és divers i complex. Consisteix en diferents tipus de roques que cobreixen l'antic granit dels Vosges.

## Vinificació
En general, s'usen mètodes tradicionals de vinificació en blanc. Els vins envelleixen entre sis i dotze mesos en grans tines de fusta. La major part dels vins es fan amb la tècnica de chaptalització que consisteix a afegir sucre al most abans de la fermentació per augmentar el grau alcohòlic.
Com que el clima és generalment regular, les anyades no presenten gaires variacions.

### Varietats de raïm
Les principals varietats de raïm d'Alsàcia són compartides amb Alemanya: riesling, gewürztraminer i sylvaner. També s'usa el pinot negre, per la producció de vins negres, el pinot blanc i el pinot gris també conegut com a tokay d'Alsàcia.
El riesling és la varietat més característica d'Alsàcia. Al contrari que la varietat alemanya, pot donar tant uns vins francament secs, que envelleixen bé, com semisecs (en francès moelleux) de verema tardana.
El gewürztraminer ocupa una extensió creixent. Té un caràcter molt marcat i en un any de bona collita pot donar vins especiats, amples i generosos.
El sylvaner abunda en les parts menys prestigioses de la regió. Dona vins frescos i simples. També és el vi escollit en les primeres pàgines de 62 Modelo para armar, pel protagonista -àlter ego- de la novel·la clau de Julio Cortázar.
El pinot blanc, o klevner, dona vins blancs secs i frescos. Una gran part de la producció es destina als vins escumosos Crémant d'Alsace.
El pinot negre és l'únic raïm negre d'Alsàcia, usat per fer vins negres de poc color.
El pinot gris, anomenat també tokey d'Alsàcia, és avui minoritari. Les relacions amb la varietat hongaresa tokay són difícils d'establir, i el nom no s'usa oficialment per evitar confusions. El moscat està en retrocés. N'existeixen dues versions, el moscat d'Alsàcia i el moscat Ottonel. Altres varietats com el chasselas i el pinot auxerrois són testimonials.

## Etiquetatge

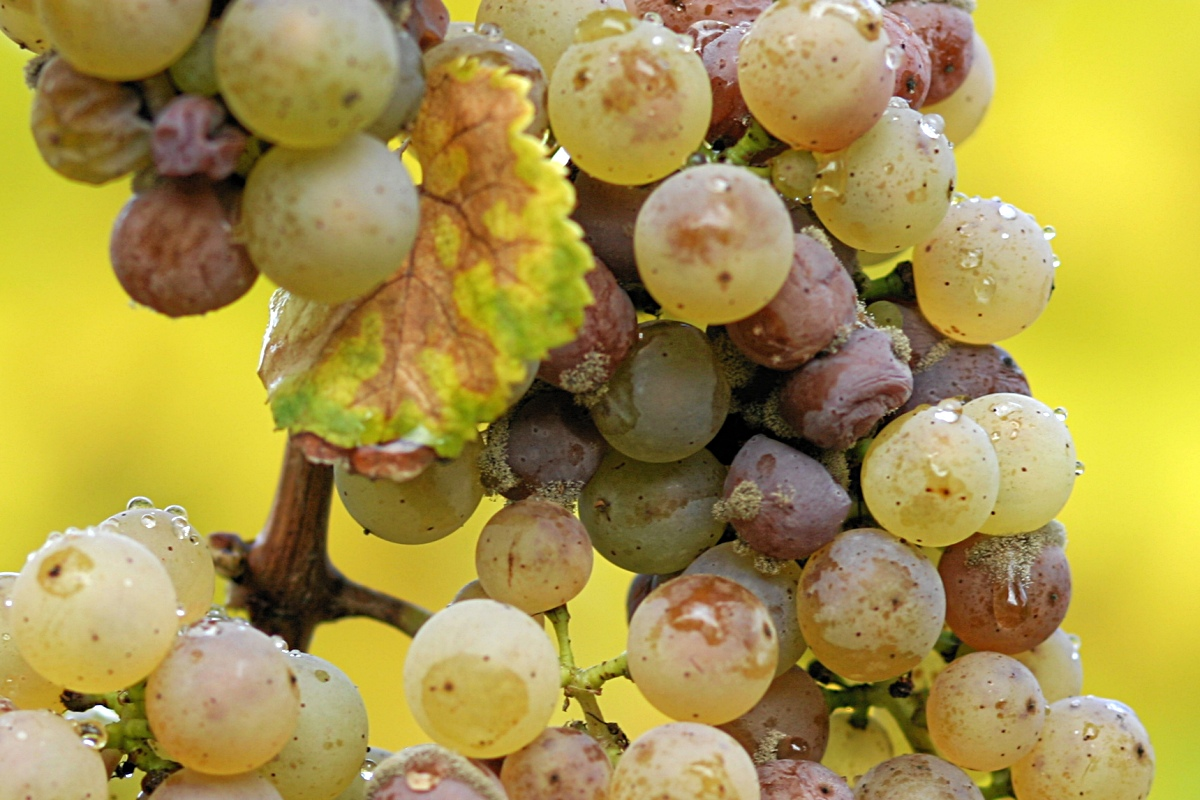
Riesling amb podridura noble

Existeixen tres denominacions d'origen (AOC, Appellation d'Origine Contrôlée): AOC Alsace o Vin d'Alsace, AOC Alsace Grand Cru i AOC Crémant d'Alsace. Altres mencions acceptades són: Edelzwicker, Vendage tardive (VT) i Sélection de grains nobles (SGN).
Les etiquetes dels vins d'Alsàcia solen ser més simples que la resta d'etiquetes franceses. Se sol destacar la varietat de raïm i el nom del propietari, i sovint el nom de la vinya o de la vila sobretot en el cas d'un Grand Cru. Altres termes genèrics són:
- Crémant d'Alsace. És un vi escumós elaborat pel mètode tradicional del xampany. Són blancs, amb alguns rosats, fets generalment de pinot blanc i alguns de pinot noir.
- Edelzwicker. Significa cupatge noble, i es tracta d'un vi blanc generalment de chasselas i sylvaner. Té tendència a desaparèixer.
- Vendage tardive (verema tardana), Spätlese en alemany. Indica que la verema s'ha fet a la maduració òptima del raïm, no necessàriament més tard del normal. Només s'aplica a les varietats principals, gewürztraminer, pinot gris, riesling o moscat, i solen donar uns vins semisecs.

- Sélection de grains nobles (selecció de grans nobles). Són vins fets únicament a partir de raïm de podridura noble. Només es produeix en anyades de clima molt càlid i dona vins dolços i rics que poden envellir molt de temps.